# Gmina Washington (hrabstwo Buchanan, Iowa)

Położenie Gminy Washington w hrabstwie Buchanan

Gmina Washington (ang. Washington Township) – gmina w USA, w stanie Iowa, w hrabstwie Buchanan. Według danych z 2000 roku gmina miała 4540 mieszkańców.